# المسلمات قائدات سياسيات
زادت حركة النساء المسلمات للحصول على أدوار في القيادة الوطنية، وشجعت فرص النساء في التعليم من مشاركتهم في السياسة. من أبرز القادة النسائيه الإسلامية رئيسة وزراء باكستان السابقة (خدمت 1988-1990 و1993-1996), رئيسة أندونسيا ميغاواتي سوكارنوبوتري (أنتخبت في 2001)، رئيسة وزراء تركيا السابقة تانسو تشيلر (خدمت في 1993-1995), رئيسة وزراء السنغال السابقة مامي مادور بوي (عينت 2001), رئيسة وزراء بنجلادش البيجوم خالدة ضياء (خدمت 1991-96 و2001-06), الشيخه حسينة واجد (انتخبت لأول مرة في عام 1996), نائبة الرئيس الإيراني السابقة معصومة ابتكار (خدمت في 1997 – 2005), رئيسة المالية سيسي مريم سيبدبي (انتخبت في 2011), الرئيسة الحالية لكوسوفو عاطفة يحيى آغا (انتخبت في عام 2011), الرئيسة الحالية لموريشيوس بيبي أمينة فردوس (انتخبت في 2015).
اصدر دار الأفتاء والمعهد الإسلامي لوزارة العدل المصرية فتوى تنص على سماح الحكام والقضاة الإناث في الإسلام
و ذكر القرآن الكريم آيات تدعم ظهور النساء في السياسة، مثل ذكره لملكة سبأ التي مثلت دور الحاكم والمستشار في إتخاذ القرارت المهمة نيابة عن شعبها.
ذكرت الأحاديث النبوية أيضا العديد من الأمثلة على قيام النساء بأدوار قيادية عامة.فكانت خديجة بنت خويلد الزوجة الأولى للنبّي محمد -صلى الله علية وسلم – وأول مستشار وداعم له.وعائشة بنت أبي بكر زوجته الثالثة التي عُرِفت بقوتها في الطب والتاريخ والخطابة، ورافقت النبي محمد - صلى الله علية وسلم - في المعارك وحتى في قيادة الجيش في معركة الجمل. في سياق هذه المعركة أيضا ينسب الحديث المشهور للنبيّ محمد - علية الصلاة والسلام - حين قال " لن يفلح قومُ ولوٌ أمرهم إمرأة.رغم أن الفرص القيادية للنساء المسلمات قد ذُكرت في النصوص الدينة ورغم امتدتها حتى اليوم إلا ان الأجيال السابقة كان لها مفهوم مختلف عن دور المرأة وبالرغم من التطورات الحديثة وزيادة اشتراك المرأة المسلمة في الحياة السياسية إلا ان هناك عدد قليل من المسلمين يصرون على المرأة المسلمة المثالية يجب أن تقصر نفسها على دور الام والزوجة. ومجموعة من العلماء من اديان وثقافات مختلفة دعوا إلى نفس الشيء أيضا

## النصوص الأسلامية
يرى بعض العلماء أن القران الكريم يعطي النساء حق المشاركة في الشؤون العامة وهناك أمثلة لنساء شاركوا في مناقشات هامة ومجادلة حتى مع النبيّ محمد - صلى الله عليه وسلم – نفسه.
خلال خلافة عمر - رضي الله عنه – ناقشته امرأة في المسجد لإثبات وجهة نظرها، وتسبب له أن يعلن في وجود الكثير من الناس: «أصابت إمرأه وأخطأ عمر». 
واحدة من المشاكل الرئيسة لقدرة قيادة المرأة لأغلب الدول الإسلامية نابع من اختلافات التفسير لأسس الإسلام والقرآن الكريم والحديث الشريف.
التعقيد في اللغة العربية والاختلاف في المذاهب الإسلامية مثل الاختلاف بين السنة والشيعة والأختلافات التي تحدث في مناطق متخلفة فاقمت هذه المشكلة.لايوجد تفسير معين لتعريف الأسلام في القرآن الكريم.و دور المرأة كقائده لم يوجد أبدا في القرآن الكريم لذلك تطور دور القائدات الملسمات بالاعتماد على التفسير واكتسبت الحركة النسائية من خلال التفاسير الحديثه والتقدم الإسلامي مزيداً من الحرية والقوة كقائدات.

### ايات أو نصوص من القران استخدمت للحد من قوة المرأة
"الرجال قوامون على النساء بما فضل الله بعضهم على بعض "(سورة النساء)" (04:34) [10] وهذه الآية غالبا ما يساء تفسيرها. [11]
وفي سورة البقرة ذكر الله تعالى«وللرجال عليهن درجة» اية (228) ولكن قد ساء تفسير هذه الاية مرة أخرى ويشير القرآن إلى القيادة النسائية مع ملكة سبأ (بلقيس) الذي كان لها دور في تمثيل لرئاسة الدولة.

### أجزاء من القرآن مستخدمة لمساواة قوة المرأة
«وَلَا تَتَمَنَّوْا مَا فَضَّلَ اللَّهُ بِهِ بَعْضَكُمْ عَلَىٰ بَعْضٍ ۚ لِلرِّجَالِ نَصِيبٌ مِمَّا اكْتَسَبُوا ۖ وَلِلنِّسَاءِ نَصِيبٌ مِمَّا اكْتَسَبْنَ ۚ وَاسْأَلُوا اللَّهَ مِنْ فَضْلِهِ ۗ إِنَّ اللَّهَ كَانَ بِكُلِّ شَيْءٍ عَلِيمًا»
ولقول في تأويل قوله تعالى: إِنَّ الْمُسْلِمِينَ وَالْمُسْلِمَاتِ وَالْمُؤْمِنِينَ وَالْمُؤْمِنَاتِ وَالْقَانِتِينَ وَالْقَانِتَاتِ وَالصَّادِقِينَ وَالصَّادِقَاتِ وَالصَّابِرِينَ وَالصَّابِرَاتِ وَالْخَاشِعِينَ وَالْخَاشِعَاتِ وَالْمُتَصَدِّقِينَ وَالْمُتَصَدِّقَاتِ وَالصَّائِمِينَ وَالصَّائِمَاتِ وَالْحَافِظِينَ فُرُوجَهُمْ وَالْحَافِظَاتِ وَالذَّاكِرِينَ اللَّهَ كَثِيرًا وَالذَّاكِرَاتِ أَعَدَّ اللَّهُ لَهُمْ مَغْفِرَةً وَأَجْرًا عَظِيمًا (35) سورة الأحزاب.
أنظر أيضا إلى: نساء مذكورات في القرآن.
أنظر أيضا إلى: المرأة والإمامة.

## التاريخ
قد تم بناء دور المرأة في المجتمعات الإسلامية، وكان دور المرأة داخل البيت حد وخلق عقبات أمام القيادة النسائية. وخلال عهد النبي محمد وطوال الفترة المبكرة للإسلامية تم منح المرأة شعورا كبيرا من الحرية والسلطة. فقد اعطوا زوجات النبي النبي محمد ويشار إليهن بـ «أمهات المؤمنين» الطريقة المثلى لتصرفات المرأة في الإسلام. وكان لدى كثيرا من الزوجات والنساء في الفترة الإسلامية المبكرة دور مهم على نطاق واسع في مجالات القيادة المختلفة. وكانت خديجة بنت خويلد لم تنجح في التجارة فحسب قبل زواجها من النبي محمد، ولكنها تعتبر أيضا أول من اعتنق الإسلام، وساعدت النبي أثناء الكشف والتاريخ العاصف من الفترة الإسلامية المبكرة. وأوكلت زوجته حفصة بنت عمر مع حفظ القرآن آمنة، وزوجته المفضلة عائشة بنت أبي بكر قائد جيشا في معركة الجمل. كما عين النبي أم ورقة إمام الإناث على حد سواء الرجال والنساء. وقد سمح النبي للنساء تولي هذه المناصب القيادية القوية. فمن الصعب في الأسلام التعميم على دور المرأة كما أن هناك العديد من القطاعات المختلفة من الإسلام وتفسيرات مختلفة لآيات القرآن الكريم التي تضع دور المرأة في المجتمعات الإسلامية بطرق مختلفة.
عموما أصبحت النساء تنظم إلى أماكن مهمه لحماية الأسرة، مع أن الرجال يتخذ القرارات الكبرى في حياتهم. لذلك، بدأت حركة منفصلة عن الحقوق والحريات من الإناث في الإسلام للاثارة في أوائل القرن 20. وكان اثنان من الشخصيات الرئيسية الذي دعا إلى تحرير المرأة وتعليمها في المجتمعات الإسلامية الرفاعي «على الطهطاوي وقاسم أمين» ويعتبر والد إصلاح المرأة في الشرق الأوسط مسلم، مما يشكل تحديا للمعايير الاجتماعية في كتابه«تحرير المرأة». ومن بين هؤلاء القادة الذكور اثنين أيضا ثلاث نساء مصريات مريم آل النحاس، زينب فواز، وعائشة آل تيماري، اللواتي يعملن في الحركة النسوية الإسلامية في أواخر القرن ال19. وفي عام 1956 قادة درية شفيق حركة الاقتراع في مصر، وحركة النساء كقادة سياسيين في المجتمع الإسلامي في العصر الحديث والتي تقودها هذه العصر الحديث النشطاء في مجال المساواة بين الجنسين، إلا أن التقدم لهذه الحركة يختلف في مختلف الدول العربية وداخل القطاعات المختلفة من الإسلام، وتشكل تفسيرات جديدة لبناء الجنسين للنساء في المجتمعات الإسلامية.
كان أول طبيبة في الشرق الأوسط هي الدكتور خلدا ظاهر من السودان الذي تفوقت في مجال الطب وكانت أستاذة ممتازة في جميع كليات الشرق الأوسط للطب.

## القائدات السياسيات
ففي القرن العشرين والحادي والعشرين هنالك العديد من النساء الرائدات في البلدان ذات الأغلبية المسلمة. فالغالبية العظمى من المسلمين في العالم يعيشون في البلدان التي يتواجد فيها الإسلام، وفي وقت ما، نساء انتخاب قادتهم. وقد كان للدول ذات غالبية مسلمة من حيث عدد السكان ثلث النساء كقادة بما في ذلك اندونيسيا وباكستان وبنغلاديش. اعتبارا من عام 2007، وما زالت المرأة تواجه الكثير من الضغوط عن القادة.

### أفغانستان
أزرا جعفري:
و هي واحد من 200 امراة اللواتي شاركن في اللويا جيرغا بعد سقوط نظام طالبان في عام 2002. وهي أول عمدة من الإناث في أفغانستان. وحاليا هي العمدة لنيلي، وهي بلدة تقع في مقاطعة دايكندي في أفغانستان.
فوزية الكوفي:
قد رشحت في عام 2014 لمنصب رئيسة أفغانستان بعد انتخابها نائبة لرئيس الجمعية الوطنية لأفغانستان في عام 2005. وقد أصبحت أول امرأة نائبة لرئيس البرلمان.
سيما سمر:
قد شغلت منصب وزيرة شؤون المرأة في أفغانستان من عام2001 إلى عام 2003.
فروزن فان:
ترشحت في الأنتخابات الرئاسيه في أفغانيستان عام 2009.
شهلا عطا:
رشحت في الانتخابات الرئاسية لأفغانيستان عام 2009.

### أذربيجان
لالا شفيكات:
هي أستاذة ودكتورة في الطب.وقد قالت بإنها قد أصبحت أول سفيرة في أذربيجان عام 1993. وقد شغلت منصب وزيرة الخارجية في أذربيجان عام 1993-1994. واختارت أن تستقيل من هذا المنصب بسبب عدم رضاهاعن الفساد الحاصل داخل الحكومة.وقد قامت بتأسسيس الحزب الليبرالي في أذربيجان في عام 1995، وقد أجرت أشواط رئيسية لهذا الحزب.

### البحرين
لطيفة القعود:
أول امرأة انتخبت لمجلس النواب البحريني في عام 2006، وهي المرأة الوحيدة بين أعضاء المجلس.
ندى حفاظ:
خدمت كاوزيرة وكانت الأولى عندما تم تعيينها في منصب وزيرة الصحة في عام 2004. وقالت أيضاأنها كانت تتواجد داخل مجلس الشيوخ في مجلس الشورى في عام 2007

### بنغلاديش
لتكون بذلك ثالث دولة من حيث عدد السكان، في الأغلبية المسلمة، واستبعدت بنغلاديش، اعتبارا من عام 2016، على مدى السنوات ال 25 الماضية من قبل رئاسة الوزراء الإناث من خلال انتخاب خالدة ضياء والشيخة حسينة رئيسة الوزراء.
الشيخة حسينة:
رئيسة الوزراء لبنجلاديش خلال الفترة من 1996-2001 و2009 إلى وقتنا الحاضر. وهي عضو في مجلس القيادات النسائية العالمية.
خالدة ضياء:

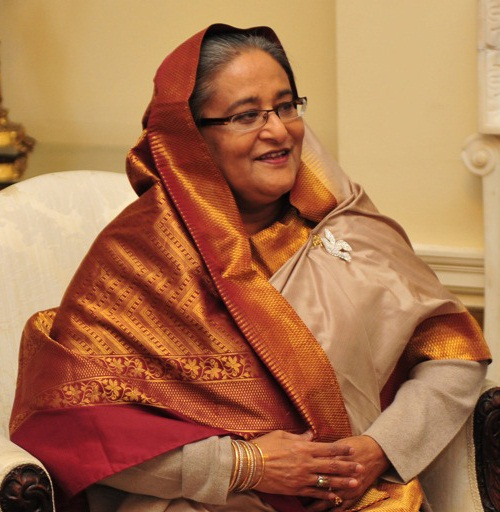
و قد عرفت بالبيجوم المقاتل وقد حكمت بنغلادش كرئيسة وزراء عام 1991

رئيسة الوزراء ببنجلاديش خلال الفترة من 1991-1996 و2001-2006. عندما انتخبت في عام 1991 أصبحت أول رئيسة للوزراء في بنغلاديش وزعيمة الإناث الثانية في العالم الإسلامي لتكون قائدة لحكومة ديمقراطية. وهي أيضا رئيسة وزعيمة حزب بنجلادش الوطني وصنفت من قبل مجلة فوربس ثلاثة أضعاف 100 بأكثر النساء نفوذا في العالم.

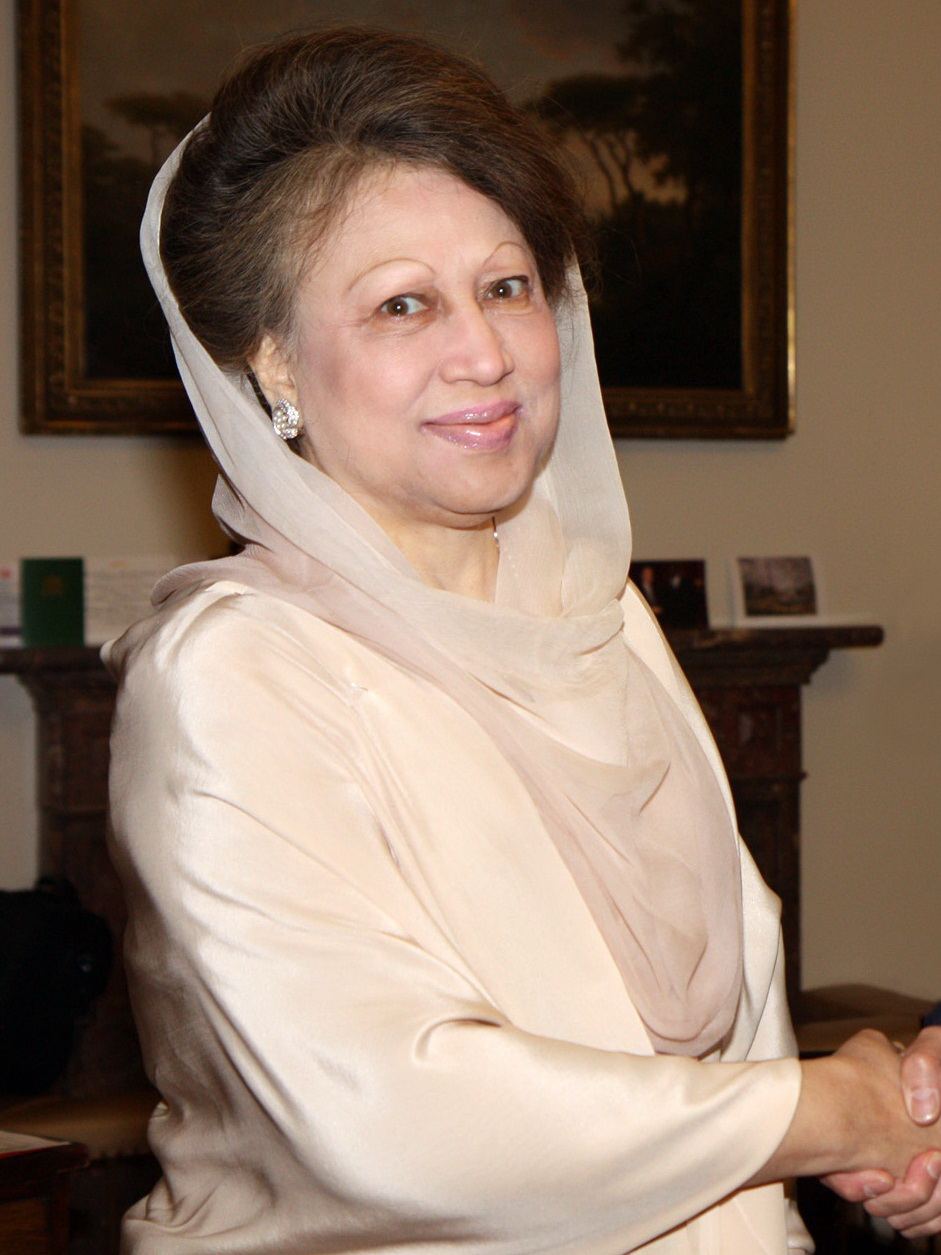
و قد عرفت باليجوم المقاتل وقد حكمت كرئيسة وزراء لبنقلادس عام 1991

### مصر
يقدر البرلمان المصري بالخمس وغالبيته مسلمين وتشغل النساء ثلثه
راوية عطية:
في عام 1956 أصبحت أول امرأة تمت تكليفها كضابط في جيش تحرير مصر. فهي تعتبر رائدة للقيادات النسائية في البلدان أغلبية المسلمين. وكانت أول برلمانة للإناث في العالم العربي في عام 1957 كما عملت في البرلمان المصري.

### اندونيسيا
هو بلد أغلب سكانه المسلمين.
ميجاواتي سوكارنو بوتري:
شغلت منصب رئيسة إندونيسيا في الفترة من 2001-2004، لتصبح أول رئيسة إندونيسيا والأنثى الرابعة لقيادة دولة ذات أغلبية مسلمة.

### الأردن
توجان الفيصل:
قالت توجان إنها أصبحت أول عضوة في البرلمان الأردني في عام 1993. وواجهت الكثير من النتائج العكسية مع امرأة في هذا المنصب، بما في ذلك الاعتقال وسوء المعاملة في حين السجن، مما تسبب في غضب عالمي والمساعدة لمنظمة العفو الدولية.

### كوسوفو
عاطفة يحيى آغا:
انتخب في الأراضي ذات الأغلبية المسلمة في كوسوفو الرئيسة عاطفة يحيى آغا بالإجماع من قبل جمعية كوسوفو في 7 أبريل 2011.

### باكستان
يعتبر ثاني أكبر دولة أغلبية سكانها مسلمين.
بناظير بوتو:
ففي عام 1982 أصبحت أول امرأة في باكستان قائدة حزب سياسي، وحزب الشعب الباكستاني. والدها ذو الفقار علي بوتو، التي أسس حزب الشعب الباكستاني في عام 1968. وقد تم انتخابها مرتين كمنصب رئيسة الوزراء في باكستان.و أول انتخابات لها لرئيس الوزراء في عام 1988 جعلتها أول امرأة لقيادة بلد غالبية سكانه من المسلمين. عملت في هذا المنصب من 1988-1990 و1992-1996. وتم اغتيالها كمرشحة في انتخابات عام 2008 لرئيس الوزراء.

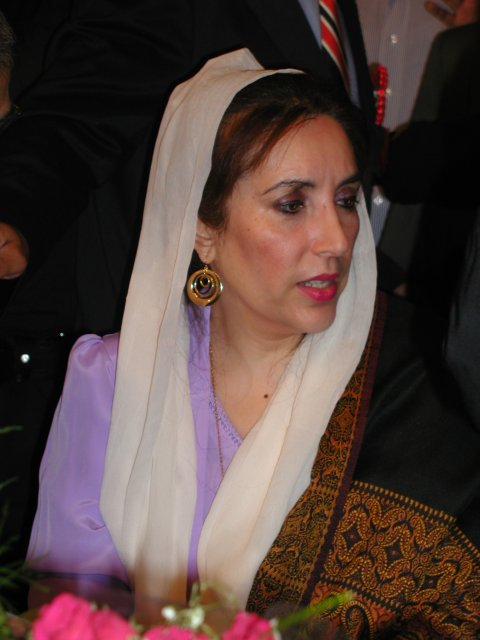
الراحلة رئيسة الوزراء السابقة لباكستان بناظيربوتو

### السنغال
مامي مادوربوي:
و قد أنتخبت لمنصب وزيرة العدل في عام 2000 وكانت رئيسة الوزراء من 2001 إلى 2002. وقالت أنها هي أول امرأة في السنغال تشغل في هذا المنصب.

### تركيا
تانسو تشيللر:
أصبحت رئيسة الوزراء لتركيا في عام 1993. وتقود أربع دول إسلامية حاليا من قبل النساء بسبب الخلافة بعد وفاة أباها وزوجها، الخ ومع ذلك، فازت بالمنصب كرئيسة وزراء لبلدها. حضرت تشيلر كلية روبرت لتلقى الماجستير والدكتوراه عاد تشيلر إلى تركيا ودرست الاقتصاد في جامعة البوسفور بعد أن تقدم زوجها على وظيفة جيدة. دخلت السياسة في عام 1990 من خلال الانضمام إلى حزب الطريق القويم (والتي هي الآن رئيسته) تحت سليمان ديميريل. تشيلر سرعان ما أصبحت مساعدة للحزب، وبعد ذلك دخلت الانتخابات 1991 حيث فازت وتلقت مسؤولية وزارة الاقتصاد في الحكومة. توفي الرئيس تورقو أوزال عام 1993، لذلك اتخذت ديميريل منصبه كرئيسة للبلاد. ورأت تشيلر فرصتها ووجدت أنه تفهم في ذلك، لأنها فازت في منصب رئيسة الوزراء في يونيو 1993. تانسو تشيلر هي واحدة من أقوى السياسين في تركيا، ويقال أنها تكون المفتاح لتشكيل الحكومة المقبلة. أنصار تشيلر لصالح أفكارها التحديث / التغريب. وعلى الرغم من أتباعها، وكان تشيلر أيضا كثير من الناس ضد الإصلاحات لها. واضطر تشيلر أن يترك الحكومة بعد أن حققت بعض الإجراءات التي لا تحظى بشعبية في منصب رئيس الوزراء. أدت هذه القرارات المشكوك بها إلى ثلاثة تحقيقات برلمانية مختلفة لبلدها، لذلك قررت تشيلر أن تترك منصبها في عام 1995. وعلى الرغم من أخطائها، ألا أنها لا تزال تشيلر قوية حتى اليوم.

## الملكات
الملكة رانيا ملكة الأردن:
وقد أعلنت الملكة من قبل زوجها يوم 7 فبراير 1999. وقالت انها ستستخدم منصبها لمناصرة التعليم والصحة للأفضل، وتمكين المجتمع القبلي. ومحاولة لتمكين المرأة والشباب في بلدهم الأردن وهنالك العديد من القوانين التي تميز ضد المرأة، وهذا هو على خلاف مع وجهة نظر العائلة المالكة. وعلى الصعيد العالمي قالت انها تعمل مع صندوق الامم المتحدة للطفولة، ومبادرة تعليم البنات الأمم المتحدة فضلا عن تشجيع الحوارات من أجل التسامح بين الثقافات المختلفة. كانت في المرتبة في عام 2011 باعتبارها واحدة من 100 امرأة أقوى من قبل مجلة فوربس.
التاريخ السياسي حسب البلد
تختلف أدوار النساء المسلمات والفرص في الوظائف العامة حسب البلد / المنطقة ونوع الحكومة في السلطة. لهذا السبب، لا يمكن تعميم هذا الموضوع من القادة السياسيين المسلمات. فمن الأفضل أن ننظر إلى التاريخ من كل بلد للحصول على فهم أفضل لكيفية تطور أدوار النساء المسلمات على مر الزمن.

### الدول العربية
المرأة العربية اليوم تتمتع بأقل عدد من المقاعد البرلمانية في جميع أنحاء العالم. على سبيل المثال، في عام 2005 تشغل النساء 5.7٪ من مجموع المقاعد البرلمانية في المنطقة، بالمقارنة مع 12-15٪ في مناطق أخرى. وقد حاولت بعض الدول العربية لتبني تشريع لزيادة مشاركة المرأة، ولكن لم يتم فرض القوانين عادة. واعتمدت بعض الدول العربية أيضا الحصص التي تضمن تمثيل المرأة. على سبيل المثال، يحتفظ المغرب بـ 30 مقعدا من أصل 325، وتحتفظ الأردن بـ 6 من 110 مقعدا للنساء. وعلى الرغم من أن المرأة لا تزال ممثلة تمثيلا ناقصا، فمشاركتهم آخذت ترتفع. على سبيل المثال، ارتفع عدد السياسيات المنتخبات في المغرب في عام 2003 84-127 (من أصل 22944 المسؤولين المنتخبين،)على الرغم من تعيين ملكة المغرب زليخة نصري كأول مستشارة ملكية الإناث. وتوظف الدول العربية المزيد من النساء في مناصب رئيسية على المستوى الوزاري. على سبيل المثال تحتل لبنان المرتبة الرابعة في العالم ويحتل الأردن المرتبة الثامنة بالنسبة لمعظم النساء العاملات في هذا المستوى. وذكرت وزارة في دولة الإمارات العربية المتحدة للتعليم (الإمارات العربية المتحدة) أن هناك أكثر من الإناث من الذكور العاملين في أكثر من 25 وزارة اتحادية. في عام 2001، كان هناك 16223 النساء مقابل الرجال فقط 9518. ورغم أن المرأة تكتسب المزيد من الفرص في الوظائف العامة، و68٪ من النساء العربيات في الحياة السياسية الآن الغير راضين عن المستوى الحالي من المشاركة السياسية للنساء. فالمرأة تريد أن تبقى تتحرك صعودا وعقد في نهاية المطاف مواقع صنع القرار الرئيسيين. وتكون المرشحات أيضا كاوضع قضايا المساواة بين الجنسين القضايا الثانية وطنيا لأول مرة من أجل الحصول على الناخبين الذكور. فالقوانين المتعلقة بالمرأة وحقهم في التصويت في المكاتب لا تزال ضعيفة ولا تطبق بشكل جيد. ولا يزال العديد من الشعوب العربية تستبعد المرأة من المناصب العامة / السياسية وبعض الأنظمة السياسية تعزز هذا كذلك. والعديد من العوامل الديناميكية العائلية ولا يزال تعزيز الذكور على المشاركة السياسية النسائية في القرن الحالي أيضا.

### آسيا الوسطى
في عهد الامبراطورية الروسية، كانت مشاركة المرأة في المناصب العامة غير ممكنة في أرض المسلمين. فقد كان الحكم الحزبي الشيوعي للاتحاد السوفيتي بعد الإمبراطورية الروسية، وتم انتخاب أول امرأة لمجالس الإدارة المحلية والمركزية بسبب سياساته الجديدة. وكان هذا التمثيل منخفض ولكن، حتى نهاية 1930. في تركستان، فقد تمثل أقل من نصف المندوبين منتخبة في عام 1926 من السكان المسلمين. في عام 1925، عمل السوفييت لخلق المزيد من الفرص للمرأة للمشاركة في جميع مستويات الحياة العامة والسياسية. وتولى حزب الشيوعي الخطوات التالية لتمكين النساء المسلمات أن تكون نشطات في الحياة العامة والسياسية. شرط واحد في ازدياد تمثيل المرأة في المناصب العامة. على مر التاريخ السوفياتي، فقد تم تعيين امرأتين فقط في منصب وزير (الثقافة والصحة). وقدم الحزب الشيوعي النساء لمناصب ثانوية بدلا من المناصب العليا، وذلك على الرغم من مشاركتهم في ازدياد، وكانت أدوارهم لا تقل أهمية عن نظرائهن من الرجال. فقط كان قادرا على تحقيق أعلى مستويات السلطة في النظام السوفياتي من 1940 إلى 1970 يادكارنيسترودوفا . المحتلة رئيس السوفييت الأعلى باللغة الأوزبكية ورئيس الغرفة العليا من السوفيات الأعلى لاتحاد الجمهوريات الاشتراكية السوفياتية. لم يعين النساء المعينات من قبل الحكومة السوفيتية لقدراتهم التعليمية أو المهنية، بل الأصل الاجتماعي. وأدى ذلك إلى تواجد العديد من النساء والرجال غير مهنيين في مواقع السلطة، وبالتالي شوهدت المرأة في السياسة والسلطة في ضوء سلبي. وتمت النمطية للمرأة بشكل عام كما أنها أصبحت غير قادرة على اتخاذ القرارات. ولم تتحقق المساواة الفعلية أبدا، ولكن قوبل هدف تغيير التقاليد التاريخية حيث لم يسمح للنساء في السلطة. وعلى الرغم من نجاحات هذه العملية، ودعا السوفيتية، وكان الكثير من الحواجز واللوائح للنساء المخفية.و قد تم إلغاء نظام الحصص الذي يمارسه النظام السوفياتي في عام 1989 ونتيجة لذلك فقدت الكثير من النساء مناصب في الحكومة. وكانت 26٪ من أعضاء في البرلمان التركي خلال فترة ما بعد انهيار الاتحاد السوفيتي النساء. وكانت 9.9٪ من البرلمان في أوزبكستان أيضا من النساء. وكان 14.9٪ من البرلمان طاجيكستان امرأة في عام 2000. وقد صيغت قوانين في الحقوق وفرص متساوية في معظم البلدان الإسلامية في آسيا الوسطى.

### إيران
شاركت المرأة بفاعلية في الثورة الدستورية الإيرانية من عام 1905-1906، والذي اعترف فيه جميع المواطنين على قدم المساواة. ومع ذلك نفى القانون الانتخابي لعام 1906 النساء من حق في التصويت. وقد صوتت النساء للمرة الأولى في استفتاء عام 1963 على الثورة البيضاء (الإصلاح الذي قدمه محمد رضا شاه). ومن المثير للاهتمام، أن الحكومة لم تسمح بمشاركة المرأة في التصويت عام 1963، ولكنها أيضا لم ينكر عليهم الحق في تأسيس صناديق الاقتراع الخاصة بهم للتصويت. كما صوتت المرأة في الانتخابات البرلمانية في سبتمبر عام 1963.و للمرة الأولى، تم انتخاب ست نساء إلى البرلمان، وعين شاه امرأتين أخريين إلى مجلس الشيوخ. وارتفع عدد النائبات أيضا في الانتخابات البرلمانية التالية. وفي عام 1978، عشية الثورة الإسلامية، كانت 22 امرأة في البرلمان واحتفظت المرأة بحق التصويت بعد الثورة الإسلامية وتم انتخاب أربعة إلى البرلمان في ظل الجمهورية الإسلامية. وفي انتخابات مجلس الشورى عام 2000، تم انتخاب 13 امرأة إلى البرلمان. وفي 1960s و1970s، تم انتخاب بارسا كوزيرة للتعليم ومهناز أفخمي وزيرا للدولة لشؤون المرأة. تم إلغاء منصب وزيرة الدولة لشؤون المرأة في عام 1978.و اليوم، المرأة الإيرانية لا تزال تعمل للحصول على المزيد من الحقوق في المجال السياسي.

### تركيا
بدأت المشاركة السياسية الرسمية للمرأة مع الجمهورية التركية. وحاولت مجموعة من النساء لتأسيس حزب للنساء بعد صعود الجمهورية التركية ولكن رفض طلبهم.و تغير الوضع القانوني للمرأة بين منحت 1920 و1935. فا النساء التركيات لديهن حقوق سياسية في الوقت السابق بكثير من النساء في الدول الإسلامية أو الأوروبية الأخرى. وسمح لهم بالتصويت في الانتخابات المحلية عام 1930 والانتخابات الوطنية في عام 1934. وكان هناك أيضا الكثير من الدعم من زعماء الحزب الواحد لمشاركة المزيد من النساء في الحكومة بين عامي 1930 و1946. وفي الانتخابات الوطنية عام 1935، 18 امرأة (4.6٪) قد انتخبت عضوا في البرلمان. ومع ذلك، فإن الانخفاض في مشاركة المرأة بعد نظام التعددية الحزبية. حتى عام 1984، كانت فيه نسبة النساء في البرلمان بين 0.61 و1.76. وبعد عام 1984، كان هناك زيادة طفيفة، ولكن النسبة المئوية للنساء لا تزال أبدا تتجاوز ذلك لعام 1935. فعلى سبيل المثال، في انتخابات عام 2002، 24 (4.5٪) من النساء. كانت ثلاثة عشر من 365 امرأة في حزب العدالة والتنمية وكان أحد عشر من 177 في حزب الشعب الجمهوري الاشتراكي الديمقراطي (حزب الشعب الجمهوري). وبين عامي 1935 و2004، كانت 126 امرأة عضوة في البرلمان، ولكن 48.9٪ منهم لا يحصلون على فرصة لولاية ثانية. ولذلك كان هنالك 8517 مقعدا، احتلت منها فقط 183 (2.1٪) من النساء . وكانت بعض النساء الذين انتخبوا لشغل المناصب العامة عموما هنالك بسبب الرجال (أي اسم عائلتهم). ويعتبر هنالك نمط آخر من النساء في السلطة هو أنهم كانوا من النساء غير سياسيات . وعلى الرغم من أن النساء البرلمانات ناقصات للتمثيل، فقد كانوا أفضل أعادة تعليما وأكثر مهنية من الرجال. وتتركز النساء في الحكومة التركية عموما في المناطق المرتبطة بالأدوار التقليدية للمرأة (أي التعليم والصحة). وقد اتخذت فقط 14 امرأة في 16 خزانات الاحتلال 28 مناصب وزارية منذ عام 1971.وقد أصبحت تانسو تشيلر، زعيمة حزب الطريق القويم (حزب الطريق القويم) كأول امرأة تتولى رئاسة الوزراء في تركيا، وخدمت حتى عام 1996. وقد ثبت إحصائيا أن عدد النساء العاملات في الوظائف العامة يتزايد بمعدل أسرع من الذكور.

### التحركات
وبحلول القرن التاسع عشر، بدأت النساء المسلمات بخلق منظمات نسائية تستهدف النساء كقادة العام. خلال هذا الوقت، بدأت النساء للدفاع عن التعليم العالي، جنبا إلى جنب مع احتجاجا على الحجاب الكامل الذي أجبروا على ارتدائه. وقد أعطى النقاش حول هذه القضايا بعض النساء الوصول إلى الأدوار العامة، وتحديدا النساء من الطبقات العليا. وقد يكون المثل الغربية مسؤولة عن التأثير على بعض النساء لتصبح ناشطات وللحصول على أدوار قيادة عامة. وشهد القرن التاسع عشر إصلاح بعض القيود الاجتماعية والاضطهاد تجاه المرأة، وتحديدا التعليم، وتعدد الزوجات، والزواج المترتب من فتاة إلى رجل أكبر سنا.
و قد بدأت وردة آل اليازجي وردة الترك اثنين من النساء المتعلمات في سوريا كتابة عائشة لمصر خلال 1860s في و1870 وناقشت النساء الإصلاحات المحتملة للمساواة بين الجنسين على أمل زيادة الوعي لعدم المساواة بين الجنسين. وفي نفس الوقت تقريبا، وفي المساهمة في هذا المنشور، نشرت هند نوفل، وهي مهاجرة من سوريا إلى الإسكندرية، قطعة النساء شهرية باللغة العربية تسمى الفتح وفي عام 1891، نشرت زينب فواز، أيضا المهاجر إلى الإسكندرية، في جريدة صفر. وتعتبر مثل هذه الإجراءات بعض من علامات الأولى من الحركة النسوية الإسلامية.
في بدايات القرن العشرين، بدأت النساء المشاركات في الحركات والحملات الوطنية. وقد شاركت النساء في إيران على تمرد التبغ والثورة الدستورية في عام 1908. ونتيجة لذلك، أسست النساء الطبقة العليا للجمعيات السياسية التي تهدف إلى زيادة حقوق المرأة في التعليم والسياسة. وقد ساعدت هذه المشاركة الوطنية بعزلة مكافحة الإناث في المجتمع المسلم.
في أعقاب الحرب العالمية الأولى، قد سلط الضوء على قضايا المساواة بين الجنسين باعتبارها مجالا للإصلاح. وتناولت إيران وتونس ومصر كل الموضيع المثيرة للجدل لحقوق المرأة في الطلاق وحضانة الأطفال في حين إصلاح التعديلات.و بدأت إيران وتركيا تعارض بشدة الحاجة إلى وشاح الرأس. واستمرت هذه بإصلاحات خلال القرن الحادي والعشرين.